# Landquart (rivière)
Pour les articles homonymes, voir Landquart.
La Landquart est une rivière du canton des Grisons, en Suisse qui forme la vallée du Prättigau.

## Géographie
Elle naît dans le massif de Silvretta de la rencontre de deux ruisseaux, le Vereinabach et le Verstanclabach.
Elle coule en direction du nord-est, traverse la vallée du Prättigau, puis Klosters et Klosters Dorf où elle est rejointe par le Schlappinbach, qui descend la Madrisa, puis par Serneus. Elle passe ensuite par Küblis, Luzein (où la rejoint le Schanielabach), Fideris (où la rejoint l'Arieschbach), Jenaz (où la rejoint le Furnerbach), Schiers (où la rejoint le Schraubach), Grüsch (où la rejoint le Taschinasbach), Malans et finalement Landquart où elle se jette en rive droite dans le Rhin.

## Histoire
On retrouve la Landquart dès 1050 sous le nom de Fluvium Langorum, puis sous le nom de Langwar vers 1300. 
À l'époque romaine et au Moyen Âge, elle servait de frontière entre les circonscriptions administratives laïque et ecclésiastique d'Obere Brücke. Un péage épiscopal y fut instauré dès le Xe siècle.
En 1464, 1762, 1910 et 1927, d'importantes inondations furent causées par la Landquart et ses affluents, contre lesquelles on lutta dès le XVIIIe siècle, d'abord de manière rudimentaire, puis par la construction de digues et par des travaux de colmatage dès 1870. Ces derniers permirent d'ailleurs de gagner environ 200 ha de terre arable.
Jusqu'en 1870, la rivière fut utilisée pour le transport du bois.
Entre 1889 et 1903 se trouvaient à Klosters, Malans, Landquart et Grüsch de petites centrales électriques privées. Plus tard, entre 1920 et 1927, furent construites des installations hydroélectriques à Küblis, Klosters et Schlappin pour le compte des Forces motrices grisonnes (Bündner Kraftwerke AG, aujourd'hui Rätia Energie). Elles furent d'une grande importance pour l'économie de la vallée du Prättigau.

## Sources
- « Landquart (rivière) » dans le Dictionnaire historique de la Suisse en ligne.